# Xeviriovka
Xeviriovka (en rus: Шевырёвка) és un poble de l'óblast de Saràtov, a Rússia, segons el cens del 2010 tenia 1.124 habitants. Pertany al districte municipal de Saràtov.